# Parc Gonzalez
Le Parc Gonzalez est un jardin botanique dans la commune de Bormes-les-Mimosas dans le département du Var.

## Localisation
Le parc se situe sur des pentes à l'entrée du village, face au Parc du Cigalou. Il est labellisé Jardin Remarquable.

## Historique
Cette propriété de 3000 m² est achetée par la femme peintre Roberta González, fille du sculpteur Julio González et épouse du peintre abstrait Hans Hartung en 1939 jusqu'à leur divorce en 1953. 
En 1996, les propriétaires Viviane Grimminger et Carmen Martinez lèguent le jardin à la commune de Bormes-les-Mimosas à condition de garder le parc ouvert au public et de créer un jardin à végétation australienne. 
Gilles Augias, paysagiste de Bormes-les-Mimosas, aménage le jardin avec 320 plants de 250 espèces à la fin de 2001.
Le jardin est ouvert officiellement au public le samedi 24 janvier 2004, lors de la 8ème édition de Mimosalia. 

## Végétation
Le jardin comprend notamment des collections d'Acacia, Banksia, Eucalyptus, Grevillea, Hakea, Melaleuca et Eremophila.

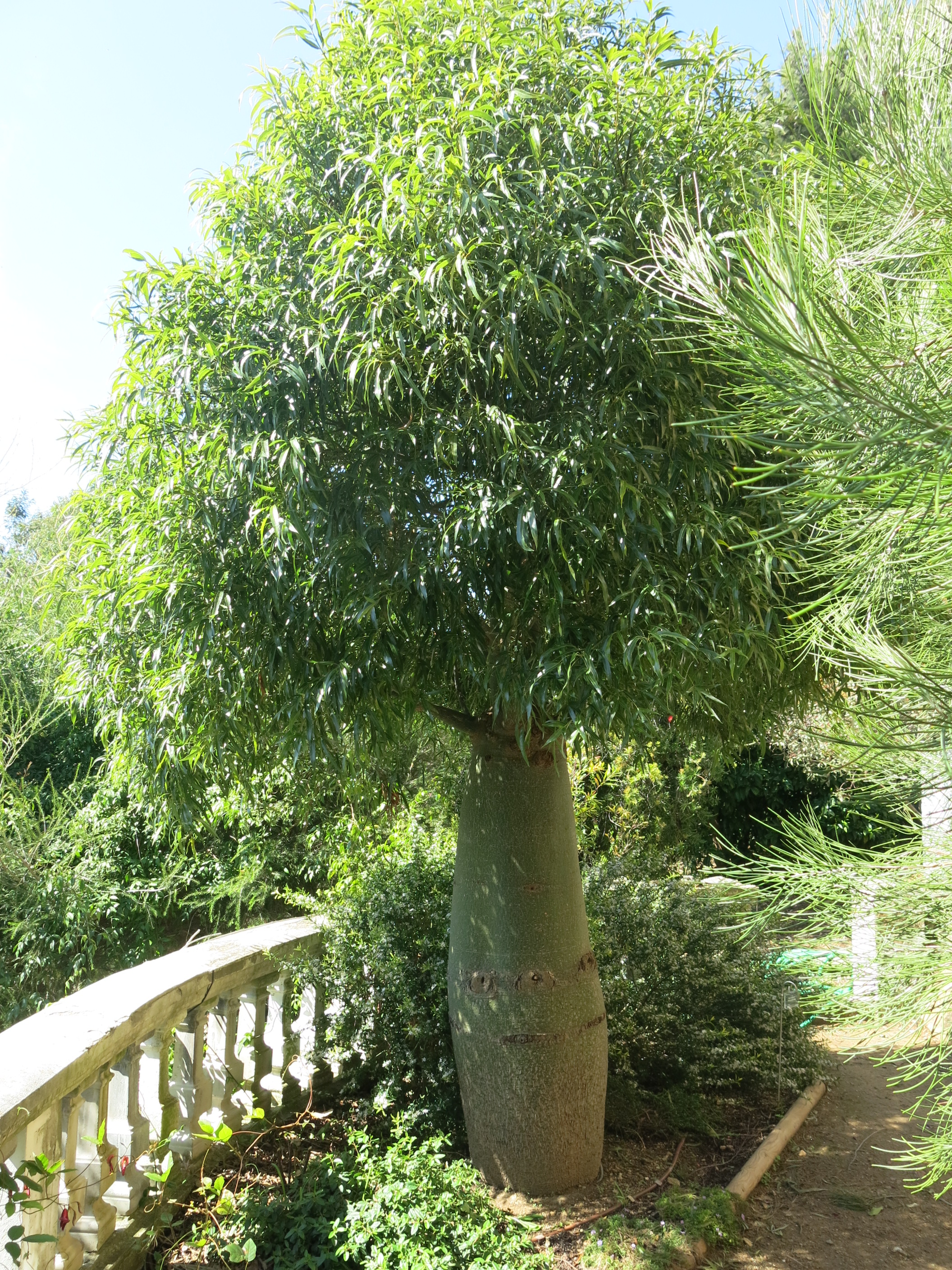
Brachychiton
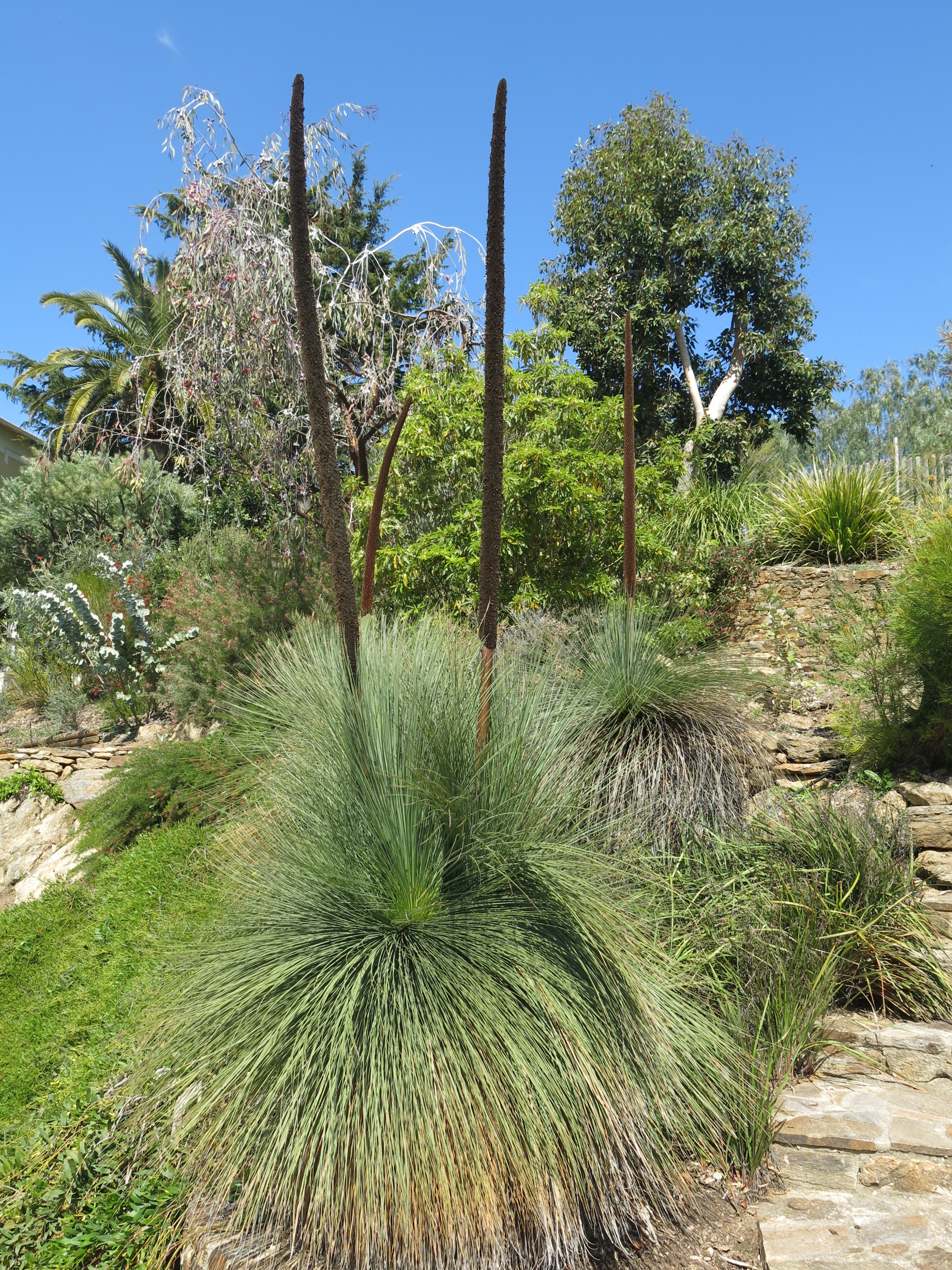
Xanthorrhoea glauca
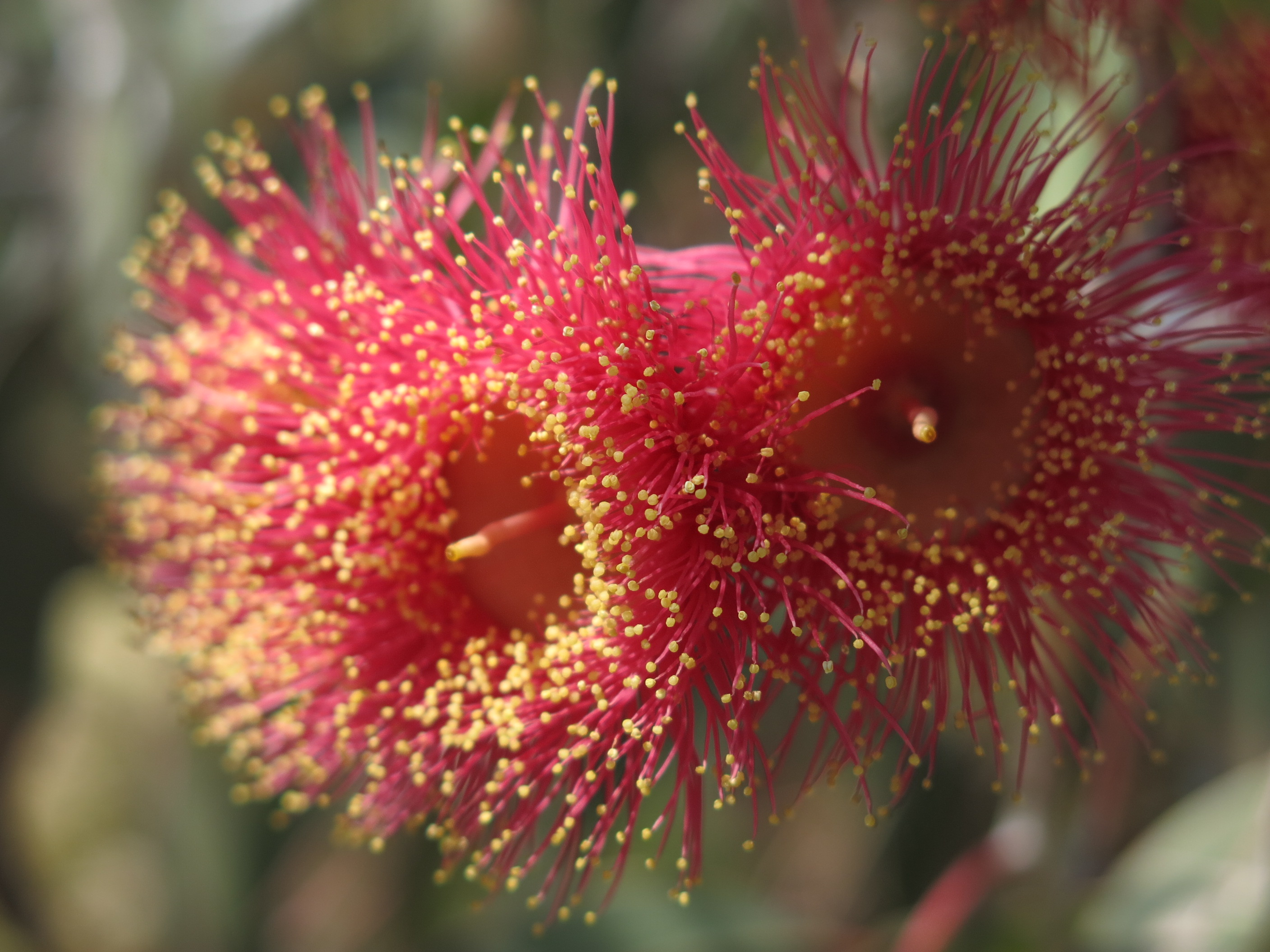
Rhagodia baccata
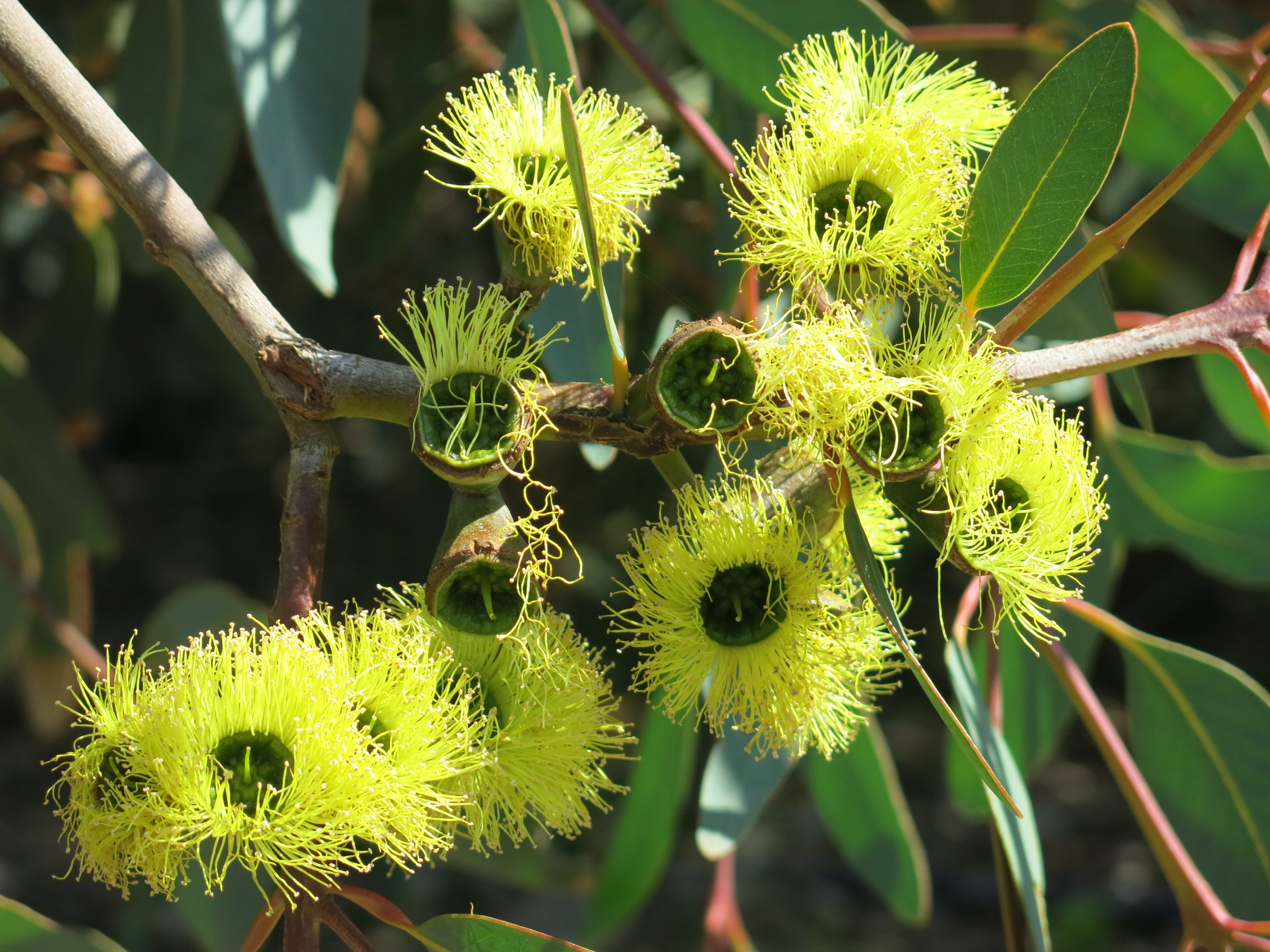
Eucalyptus preissiana

## Bâtiments
Dans le village se trouve la villa qu'avait faite construire Roberta González.